# VI Победоносный легион
Легио́н VI «Ви́ктрикс» (лат. Legio VI Victrix Hispanesis Pia Fidelis Constans Britannica) — римский легион, сформированный Гаем Юлием Цезарем Октавианом в 41 году до н. э. Просуществовал, по крайней мере, до самого конца IV века. Символ легиона — бык.

## Основание
Легион основан Октавианом в 41 году до н. э. как аналог (близнец) VI легиона, находящегося под командованием Марка Антония и в качестве некоторого противопоставления ему. При создании получил имя VI Macedonica («Македонский»). Часть легионеров была набрана из числа ветеранов легиона Ferrata. Во времена правления императора Нерона легион получает наименование Victrix («Победоносный»), под которым и упоминается с этого момента.

## Боевой путь
Первым сражением, в котором участвовал легион, была осада Перуджи в 41 году до н. э..
Позже легион сражается против Секста Помпея на Сицилии.
В 31 году до н. э. присутствовал при Акциуме, однако в боевых действиях участия не принимал.
В 30 году до н. э. был переведен в Тарраконскую Испанию, где остался почти на сто лет, участвуя в 25—13 до н. э. в Кантабрийских войнах.
В I веке ветераны легиона стали одними из первых жителей вновь основанного города Сарагосы.
В начале правления Нерона получает титул Hispanesis («Испанский») за свою службу в Испании.
В гражданской войне 69 года легион участия не принимает. В 70 году Веспасиан посылает большую армию на север, в которую входит и легион VI Victrix. Легион принимает участие в битве при Ксантене (совр. Ксантен, Германия) под командованием Секста Целия Туска.
После войны легион остается в Германии и встает лагерем в Нойсе.
В 89 году участвует в подавлении восстания Луция Антония Сатурнина, за что получает титул Pia Fidelis Domitiana («Преданный и честный легион Домициана»), однако после убийства императора в 96 году часть титула Domitiana не употребляется.
В конце I века легион встает лагерем в Ксантене, но его части участвуют в войнах против даков на Дунае.
В 122 году император Адриан посетил Британию и взял легион в сопровождение. В Британии легион и остался, встав лагерем в Эбораке (совр. Йорке, Англия). Легион принимает участие в строительстве Адрианова вала. Легионеры построили часть сооружения от Ньюкасла до Карлайла и мост через реку Тайн недалеко от Ньюкасла.
В 139—142 годах легионеры строят часть вала Антонина между Эдинбургом и Глазго.
В 155—158 годах участвует в подавлении мятежа в северной Британии.
В 196 году под командованием Клодия Альбина выступил против Септимия Севера на континент. Легионы Альбина потерпели поражение в битве при Лионе.
После возвращения легиону пришлось заново отвоевывать северную Британию от захвативших её племен и заново отстраивать Эборак. За это легион был прощен Септимием Севером и даже награждён титулом Fidelis Constans («Вечно честный»).
В 208 году Септимий Север посещает Шотландию. Легион обеспечивает безопасность императора и отправляется в крепость Капроу (восточнее совр. Перта, Шотландия). За свою службу легион получает титул Britannica («Британский»).
В III — IV веках легион остается в Эбораке, выполняя, в основном, полицейские и карательные функции

## Расформирование
В 402 году легион, скорее всего, был отозван из Британии Флавием Стилихоном вместе с остальными древнеримскими войсками в Рим. Дальнейшая его судьба неизвестна.